# Fran Orožen
Fran Orožen [frán oróžen], slovenski geograf in zgodovinar, * 17. december 1853, Laško, † 26. november 1912, Ljubljana.

## Življenje in delo
Fran Orožen, nečak zgodovinarja Ignacija Orožna, se je rodil kot sin Franca (v matični knjigi vpisan kot Orošihen) in materi Rozaliji (rojena Mastnak). Po končani gimnaziji v Celju (1873) je na dunajski univerzi študiral geografijo in zgodovino, leta 1881 opravil profesorski izpit in bil 1881/1882 poskusni kandidat na Dunaju. Služboval je na državnem moškem učiteljišču v Kopru (1882-1886), od februarja do oktobra 1886 na gimnaziji v Novem mestu, na državni realki v Ljubljani (1886-1889), od 1889 do smrti pa na državnem učiteljišču v Ljubljani. Bil je prvi načelnik Osrednjega odbora Slovenskega planinskega društva (1893-1908) ter Društva slovenskih profesorjev (1906-1909).
Kot zemljepisec in zgodovinar se je zanimal za gorski svet. Pisal je članke in razprave, v katerih je povezoval planinstvo s slovensko kulturno zgodovino, ter jih objavljal v Učiteljskem tovarišu, Popotniku, Slovencu, Ljubljanskem zvonu, Planinskem vestniku. Bil je začetnik znanstvenega pogleda na turizem.
Ukvarjal se je z metodiko geografije, napisal več učbenikov za pouk zemljepisa in domoznanstva. S Simonom Rutarjem je pripravil zemljepisni atlas za osnovne šole. Njegovo najpomembnejše delo pa je Vojvodina Kranjska I-II (COBISS)